# Нотр-Дам-дю-О
Нотр-Дам-дю-О (фр. Notre Dame du Haut, дословно — «Дева Мария на высотах») или капелла Роншан — бетонная паломническая церковь, построенная в 1950—1955 гг. во французском местечке Роншан на Вогезской возвышенности, над Бельфором. Архитектор — Ле Корбюзье.

## История
Христианская часовня на этом месте существовала с XIII века. Она была основана на месте разрушенного языческого храма. Её здание неоднократно строилось заново. Так, часовня сгорела в 1913 году от удара молнии, а в следующем здании, предшествующем постройке Корбюзье, были разрушены крыша и шатёр во время артиллерийского обстрела в 1944 году. К 1950 году эти части здания были восстановлены. Но тем не менее церковные власти решили снести старую капеллу, тем самым освободив участок для осуществления проекта Корбюзье.

## Архитектура
Нотр-Дам-дю-О называют самым значительным с художественной точки зрения культовым зданием XX века и относят его к модернистскому течению нового экспрессионизма, созданного и провозглашённого самим Ле Корбюзье. Инициатива постройки капеллы принадлежала священнику Пьеру-Алену Кутюрье, который прежде работал с такими титанами современного искусства, как Матисс и Шагал. Ле Корбюзье, не будучи религиозен, поначалу отнёсся к предложению скептически, однако поездка в Роншан убедила его взяться за проект при условии, что католическая церковь предоставит ему полную свободу творческого самовыражения.
Роншаннская часовня идеально вписана в окружающий сложный ландшафт. Криволинейная крыша была навеяна формой раковины, которую Ле Корбюзье подобрал на пляже в Лонг-Айленде. Разглядев в форме раковины естественное воплощение идеи крова и защищённости, Ле Корбюзье там же вылепил из песка несколько «скульптур», которые стали прообразами часовни. Башни по сторонам храма сходны с теми эскизами, которые Ле Корбюзье выполнил в 1911 г. во время студенческой поездки на виллу Адриана.
Южная стена храма пронизана нерегулярно расположенными отверстиями, через которые внутрь проникает свет (некоторые проёмы имеют цветные стёкла). Открытое пространство храма с каменным алтарём и статуей Девы Марии воспроизводит минимализм, свойственный дороманским храмам Северной Европы. При большом скоплении паломников в большие праздники служба проводится на свежем воздухе, для чего с внешней стороны оборудован особый алтарь.
Первоначально нестандартное здание вызывало бурные протесты местных жителей, которые отказывались подавать в храм воду и электричество, однако к настоящему времени туристы, приезжающие посмотреть на него, стали одним из основных источников дохода роншанцев.
Русский академик архитектуры И. Г. Лежава, посетивший капеллу, сформировал её архитектурный анализ в статье о творчестве Ле Корбюзье. Истоком необычной формы капеллы Лежава считает мегалитический дольмен, «древнейший акт человеческой воли, подходящий образец для „вечного“ творения амбициознейшего зодчего двадцатого века». Лежава подробно исследует пространственные особенности капеллы, которые создают необыкновенное впечатление:
Интерьер капеллы – гимн перетекающим пространствам. Свет и тень, в сравнительно небольшом помещении порождают сотни пространственных ощущений. Каждый шаг в сторону открывает новую форму. Формы эти создают удивительный мистический эффект. И, хотя это не традиционный собор, тут хочется молиться.

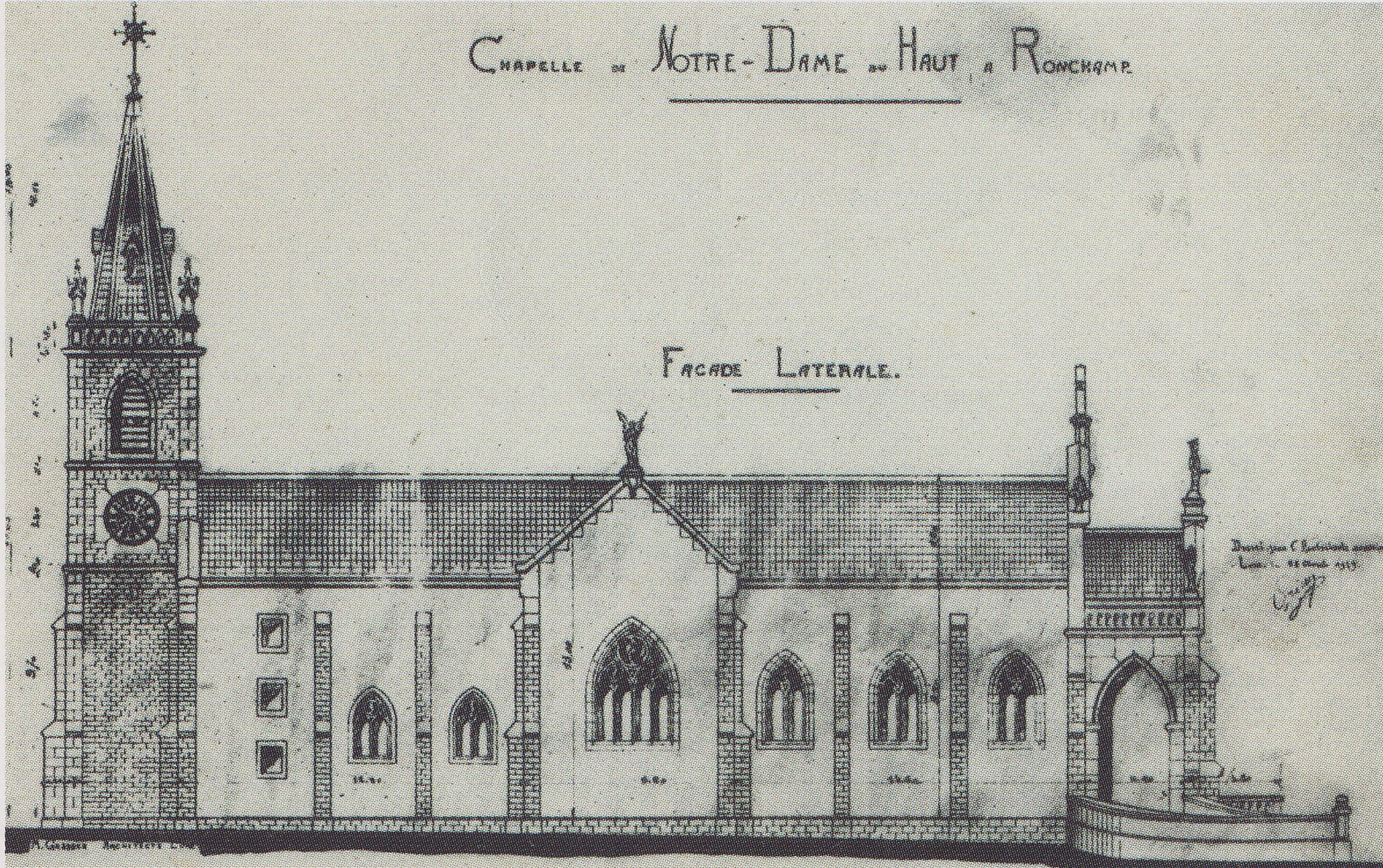
Предшественница постройки Корбюзье.
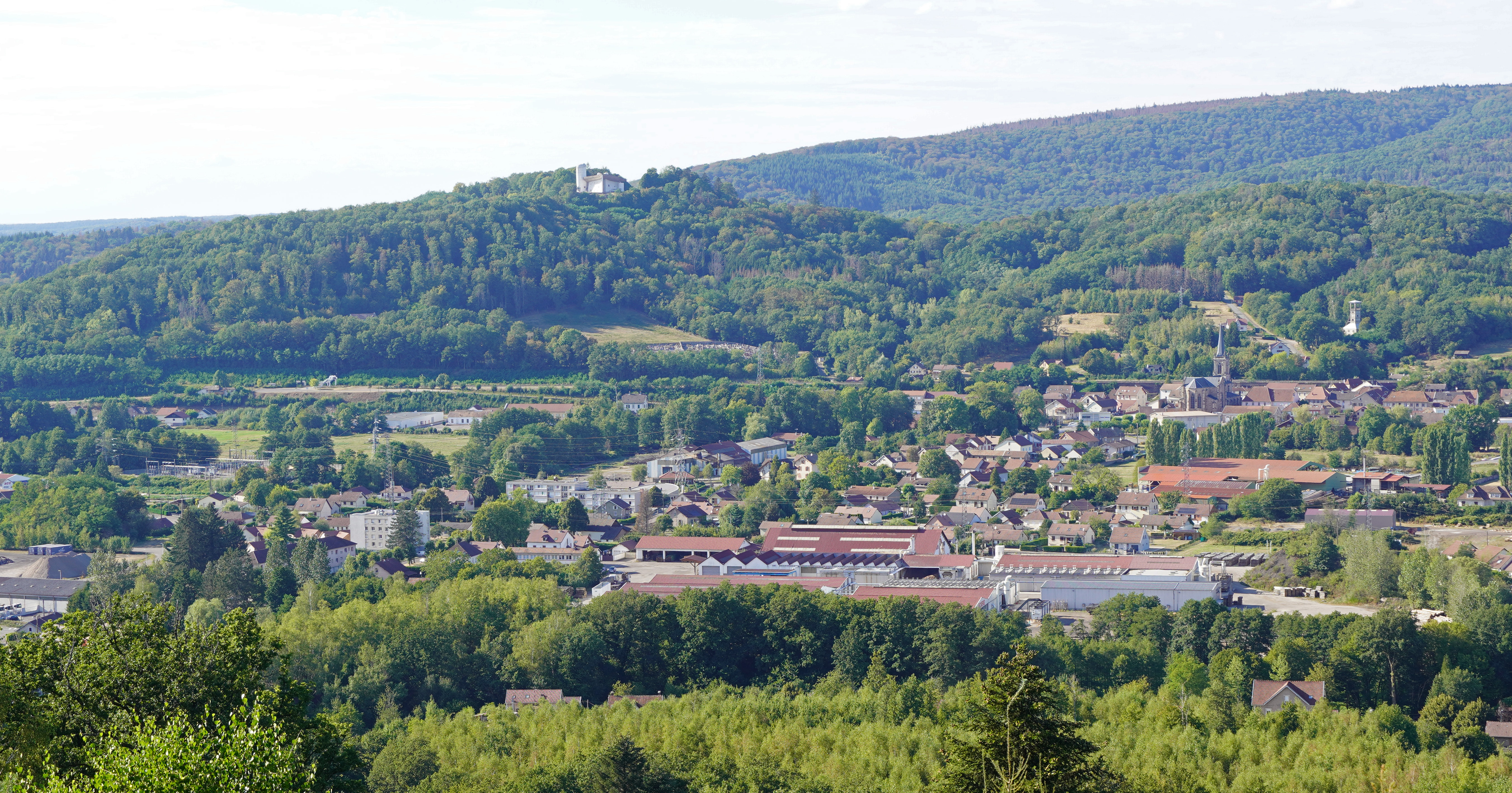
Вид капеллы в окружающем ландшафте.
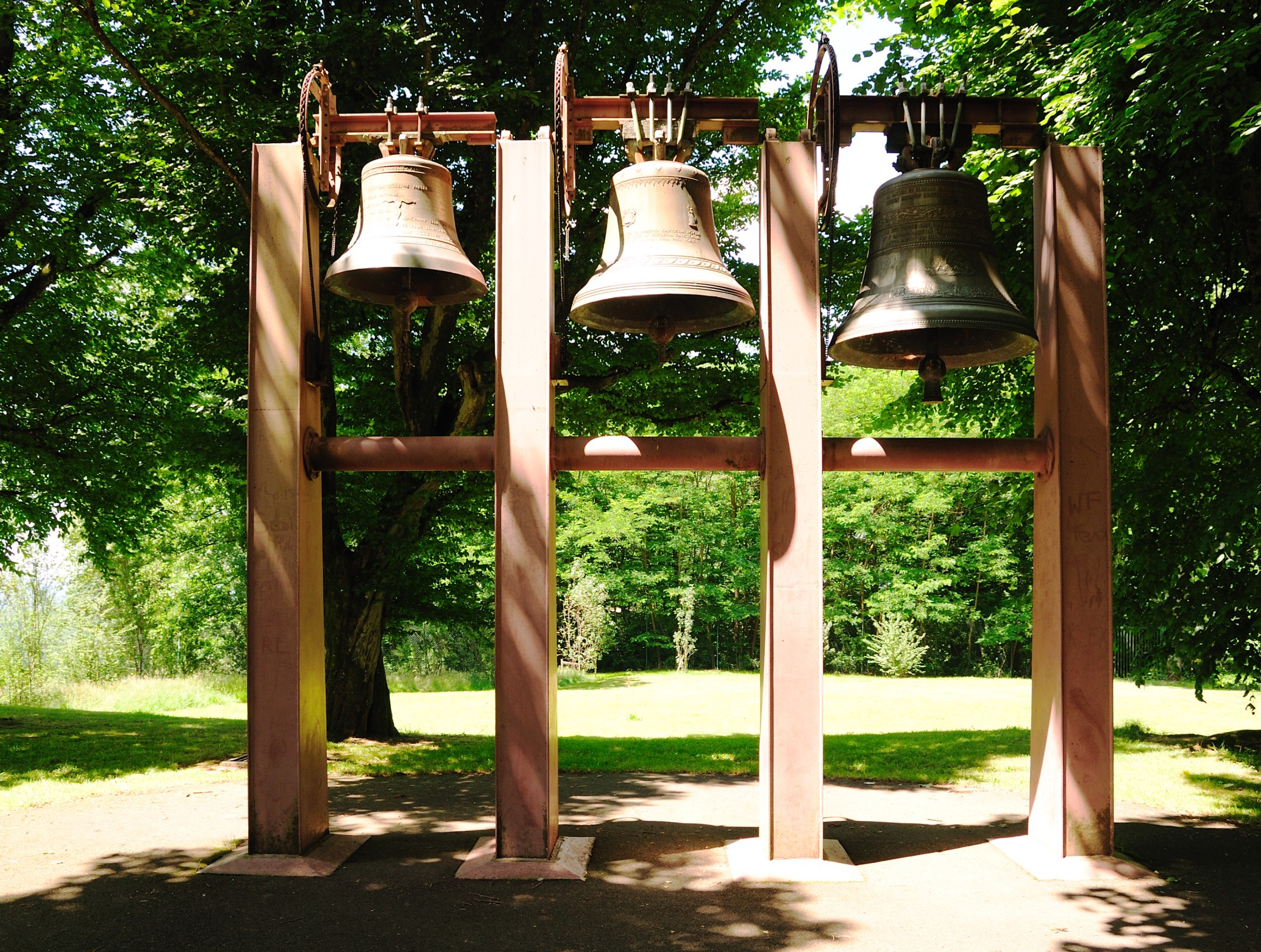
Звонница.

## Критика
Советский писатель и архитектор Виктор Некрасов так отзывался об этом строении:
Но, пожалуй, больше всех озадачил меня кумир моих юных лет — Ле Корбюзье. В маленьком французском местечке Роншан, недалеко от швейцарской границы, неугомонный семидесятилетний архитектор соорудил церковь. О ней много сейчас пишут и спорят на страницах архитектурных журналов. Скажу прямо, ничего подобного ни сам Ле Корбюзье, ни кто-либо из существовавших до сих пор архитекторов не создавал. Мы как-то привыкли к тому, что все созданное Ле Корбюзье, как правило, зиждется на определённых законах архитектурной и конструктивной логики. В этом его сила. Здания его могут нравиться или не нравиться — это другой вопрос, но мысль автора, цель, к которой он стремится, всегда была ясна и понятна. В церкви же Роншан понять что-либо без специальных комментариев просто невозможно. К сожалению, я не видел этой церкви в натуре; но, разглядывая фотографии ни на что не похожего строения, состоящего из столбов, башен, балконов, навесов и изогнутых, извивающихся стен, испещрённых какими-то прямоугольными отверстиями, становишься просто в тупик. И невольно, глядя на это здание самого передового из западных архитекторов, на эту церковь (и почему это церковь? Ах да, там крест наверху...), задаёшь себе вопрос: а не зашла ли и архитектура в тупик?